# برج سانو پارک
برج سانو پارک (انگلیسی: Sanno Park Tower) ساختمان اداری ۴۸ طبقه مستقر در چیودا-کو، توکیو، ژاپن است، که در سال ۲۰۰۰ احداث گردید.